# GOES-10
O GOES 10 (chamado GOES-K antes de atingir a órbita) foi um satélite Norte americano de pesquisas atmosféricas. Era operado pela NOAAe pela NASA, como parte do programa GOES. Lançado em 1997, ele foi usado para previsão do tempo e furacões nos Estados Unidos, tendo saído de serviço em Dezembro de 2009.

## O projeto
O GOES 10 foi construído pela Space Systems/Loral, baseado na plataforma de satélite LS-1300, sendo o terceiro de cinco baseados nela. Ele foi lançado por um foguete Atlas I a partir da Estação da Força Aérea de Cabo Canaveral, na Flórida em 25 de Abril de 1997 as 05:49 GMT. No lançamento, a sua massa era de 2.105 kg, com uma vida útil estimada de três a cinco anos.

## A missão

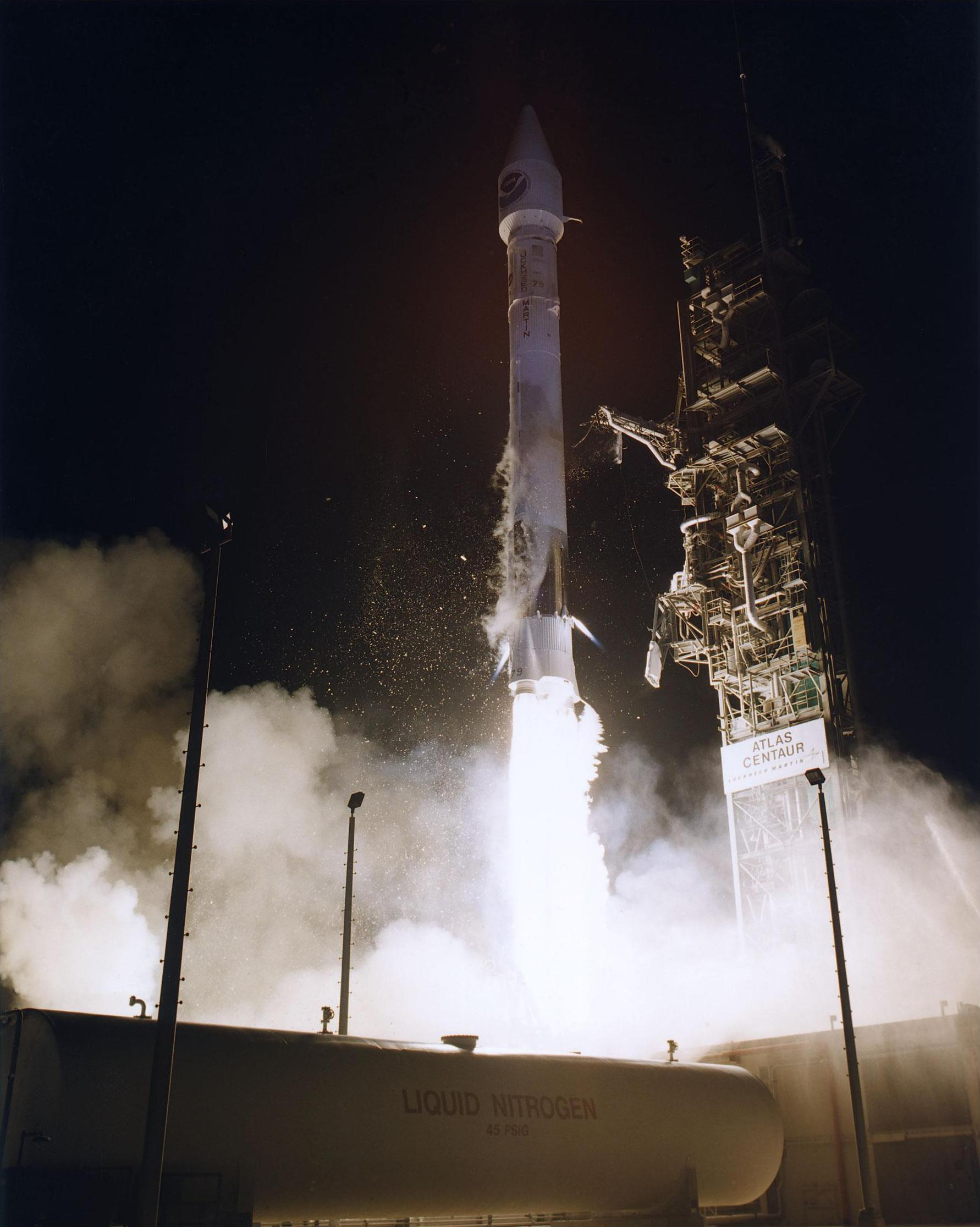
O satélite GOES-K sendo lançado por um foguete Atlas I.

Ao ser levado à órbita da Terra, foi posicionado na longitude 105° Oeste para testes em órbita. Durante esses testes, o sistema usado para girar o painel solar para seguir o Sol falhou algumas vezes e depois de 17 dias parou definitivamente. Depois de dois meses de análises, foi constatado que o painel estava funcionando em uma direção. Assim sendo, o satélite foi girado em 180 graus e o painel funcionou com a outra face.
Devido a essa falha todo o processo sofreu um atraso de cerca de 10 meses. Quando ele foi colocado em "modo de espera" para servir como backup em Junho de 1998. Menos de um mês depois ele foi reativado depois que o sistema de controle de atitude do GOES-9 começou a falhar. Durante o mês de Julho, ele foi preparado para entrar em operação, antes de assumir a operação "GOES-WEST" no fim do mês. Em Agosto, ele foi movido para uma longitude de 135° Oeste, de onde ele assumiu boa parte das funções do GOES 9.[carece de fontes?]
O GOES 10 transmitiu dados de clima e tempo enquanto ele ainda estava se movimentando, o que forçou os usuários a rastrearem o satélite para continuar a receber os dados. Essa foi a primeira vez que um satélite do sistema GOES foi substituído quando ainda estava operacional.

## Saída de serviço
O GOES 10 operou a 135° Oeste até 27 de Junho de 2006, quando ele foi substituído pelo GOES 11, devido à falta de combustível. Ele foi mantido como uma satélite backup até o GOES 13 ficar operacional, sendo então movido para uma nova posição a 60° Oeste, de onde ele fornecia dados da América do Sul, e monitorava o "Furacão Alley" ajudando na previsão de furacões.
Em Dezembro de 2007, por um breve período, ele assumiu a operação "GOES-EAST" durante uma parada do GOES 12, no entanto permanecendo a 60° Oeste. Assim ele se tornou um dos dois únicos satélites usados em ambas as operações: GOES-EAST e GOES-WEST, o outro foi o GOES 7. O GOES 10 foi retirado de serviço em 1 de Dezembro de 2009 devido a falta quase completa de combustível. O pouco combustível restante foi usado para elevá-lo à uma órbita cemitério.[carece de fontes?]